# 최건우
최건우 (본명: 최재웅, 1980년 2월 28일 ~ )는 대한민국의 모델 겸 배우로 활동했다. 소속사는 수엔터테인먼트로 활동했다.

## 출연 작품
텔레비전 드라마
- SBS 월화드라마 《자이언트》(2010년 5월 10일 ~ 2010년 12월 7일) ... 이준모 역
- SBS 월화드라마 《아테나: 전쟁의 여신》(2010년 12월 13일 ~ 2011년 2월 21일) ... 블랙 2 (B2) 요원 역

## 경력 활동
- 잡지 에스콰이어
- 보그
- 더 스타일
- 런치박스 모델
- 패션쇼 에스티듀퐁
- LG패션

## 수상
- 2009년 미스터 월드 코리아 은상